# Finn Hetzsch
Finn Hetzsch (* 2. Juli 2004 in Berlin) ist ein deutscher Fußballspieler, der aktuell beim FC Erzgebirge Aue unter Vertrag steht.

## Karriere
Hetzsch zog nach Trennung seiner Eltern im Alter von zehn Jahren mit seiner Mutter von Berlin nach Waldenburg im Erzgebirgsvorland. Mit 13 wurde er in das Nachwuchsleistungszentrum des FC Erzgebirge Aue aufgenommen. Er durchlief von der U14 aufwärts alle Jugendabteilungen des Vereins. Im Februar 2023 unterschrieb er seinen ersten Profivertrag für die Saison 2023/24.
Hetzsch debütierte am 29. Spieltag der Saison 2023/24 im Auswärtsspiel der Veilchen beim 1. FC Saarbrücken (0:2), als er in der 77. Spielminute für Sean Seitz eingewechselt wurde.
Zur Saison 2024/25 wurde er an den Greifswalder FC in die Regionalliga Nordost verliehen. In der Rückrunde wechselte er auf Leihbasis zum VFC Plauen, der aus der Regionalliga abstieg.

## Sonstiges
In Aue erhielt er den Spitznamen Hetzscher.